# Елизавета Саксонская
Елизаве́та Саксо́нская (нем. Elisabeth von Sachsen; итал. Elisabetta di Sassonia, при рождении Мари́я Елизаве́та Макисимилиа́на Людови́ка Ама́лия Франци́ска Софи́я Леопольди́на А́нна Бапти́ста Ксаве́рия Непомусе́на Саксо́нская (нем. Maria Elisabeth Maximiliana Ludovika Amalie Franziska Sophia Leopoldine Anna Baptista Xaveria Nepomucena von Sachsen), 4 февраля 1830, Дрезден, Королевство Саксония — 14 августа 1912, Стреза, Королевство Италия) — дочь Иоганна I Саксонского, супруга Фердинанда Савойского, герцога Генуэзского и мать королевы Италии Маргариты.

## Биография
Елизавета родилась 4 февраля 1830 года в Дрездене. Родителями принцессы стали наследный принц Саксонский Иоганн, будущий король Саксонии, и принцесса Амалия Августа Баварская. Со стороны отца она была внучкой кронпринца Максимилиана Саксонского, и Каролины Бурбон-Пармской, со стороны матери — короля Баварии Максимилиана I, и его второй супруги принцессы Каролины Баденской. У неё был старший брат Альберт, будущий король Саксонии, и младший брат Георг, правивший королевством в 1902—1904 года, а также три младшие сестры: Анна Мария, супруга наследного Великого герцога Тосканского Фердинанда, Маргарита, жена австрийского эрцгерцога Карла Людвига, и София, принцесса Баварская по браку.
22 апреля 1850 года в Дрездене, в возрасте 20 лет Елизавета вышла замуж за 27-летнего принца Феринанда Савойского, герцога Генуэзского, младшего сына сардинского короля Виктора Эммануила II, и Аделаиды Австрийской. Брак был устроен по политическим причинам, супруги никогда не испытывали взаимных чувств друг к другу. В браке родилось двое детей:
- принцесса Маргарита Мария Тереза Джованна Савойская (1851—1926) — вышла замуж за короля Италии Умберто I, имела одного сына, короля Виктора Эммануила III;
- принц Томассо Альберто Витторио Савойский (1854—1931) — герцог Генуэзский, был женат на баварской принцессе Изабелле, имели шестерых детей.

В 1854 году отец Елизаветы стал королём Саксонии. В следующем году супруг герцогини умер, оставив Елизавету с двумя детьми. Ещё до окончания траура по мужу, его вдова вышла замуж во-второй раз за 31-летнего камергера, представителя местной аристократии, маркиза Николло Рапалло. Свадьба состоялась 4 октября 1856 года в Алье. Когда о поступке Елизаветы узнал король Виктор Эммануил II, он велел супругам покинуть пределы королевства, а также видеться с детьми. Через некоторое время король отменил свой указ. Супруги прожили вместе тридцать лет, во-втором браке Елизавета детей не имела.
В 1868 года единственная дочь Елизаветы вышла замуж за наследника итальянской короны кронпринца Умберто, который стал в 1878 году королём Италии.
Зимние месяцы супруги проводили в Турине, на лето отправлялись на свою виллу в Срезе, где Елизавету навещала дочь. Иногда супруги бывали в Риме. В 1908 году она была одной из крёстных своей правнучки, принцессы Джованны Савойской, будущей царицы Болгарии. В 1910 году у Елизаветы случился инсульт, рядом с ней находились её дочь и невестка. Умерла 14 августа 1912 года на своей вилле в Срезе, пережив всех братьев и сестёр. Похоронена в усыпальнице Суперга.